# Bernd Wakolbinger
Bernd Wakolbinger (* 2. Februar 1976 in Linz) ist ein ehemaliger österreichischer Leichtgewichts-Ruderer.

## Leben und Wirken
Wakolbinger ist in Perg aufgewachsen und absolvierte den Zweig Leistungssport des Bundesoberstufenrealgymnasiums Linz. Er ist Betriebsleiter und Prokurist eines Unternehmens der Kartonagenindustrie in Naarn im Machlande.
Wakolbinger ist Mitglied beim Ruderverein Wiking Linz. Er gewann gemeinsam mit Martin Kobau, Wolfgang Sigl und Sebastian Sageder Gold für Österreich bei den Ruder-Weltmeisterschaften 2001 in Luzern im Leichtgewichts-Vierer ohne Steuermann. 2000 wurde die Mannschaft auch Weltcupsieger und 2002 Weltcup-Zweite. Insgesamt erreichten die Mannschaften um Wakolbinger 13 Medaillen bei Weltcups und 36 österreichischer Staatsmeistertitel in verschiedenen Bewerben. Wakolbinger nahm mit seinen Ruderkollegen für Österreich an den Olympischen Spielen 2000 in Sydney und 2004 in Athen teil und erreichte dabei jeweils das B-Finale im leichten Vierer.

## Auszeichnungen
- In Perg wurde 2001 die Bernd-Wakolbinger-Straße ⊙ nach ihm benannt.

## Quelle
- Bezirksrundschau Perg vom 20. Juli 2016

| Personendaten    | Personendaten            |
| ---------------- | ------------------------ |
| NAME             | Wakolbinger, Bernd       |
| KURZBESCHREIBUNG | österreichischer Ruderer |
| GEBURTSDATUM     | 2. Februar 1976          |
| GEBURTSORT       | Linz                     |